# Big Japan
Big Japan ist eine vierköpfige US-amerikanischer Indie-Rock-Band aus Los Angeles. Sänger und Gitarrist der Band ist Nathanial Castro, Brad Babinski spielt den Bass. Adam Brody und Bret Harrison sind an Schlagzeug und Gitarre.
Die Band nannte sich ursprünglich Steven’s Team. Der Name stammte aus dem Film Cable Guy – Die Nervensäge.
Ihr einziges Album Music for Dummies erschien am 23. August 2005 unter dem Label Nightshift Records. Der Name der CD wurde später in Untitled geändert. Die in geringer Zahl produzierten Music for Dummies-Alben wurden zu Sammlerstücken.

## Diskografie
- Music for Dummies (2005) (Nightshift Records) (später umbenannt in Untitled)

## Hintergründe
- In der erfolgreichen TV-Serie O.C., California stellten sie die fiktive Band Big Korea dar.
- Der Charakter Chilli trägt in der fünften Episode der dritten Staffel ein T-Shirt mit dem Logo der Band.
- In der 17. Episode der ersten Staffel wird die Rolle des Danny von Bret Harrison gespielt.[1]